# Ardauli
Ardauli (sardinski: Ardaùle) je grad i općina (comune) u pokrajini Oristanu u regiji Sardiniji, Italija. Nalazi se na nadmorskoj visini od 421 metar i ima 873 stanovnika.
 Prostire se na 20,53 km2. Gustoća naseljenosti je 43 st/km2.
Susjedne općine su: Boroneddu, Ghilarza, Neoneli, Nughedu Santa Vittoria, Sorradile, Tadasuni i Ula Tirso.